# Marcha de Jarrow

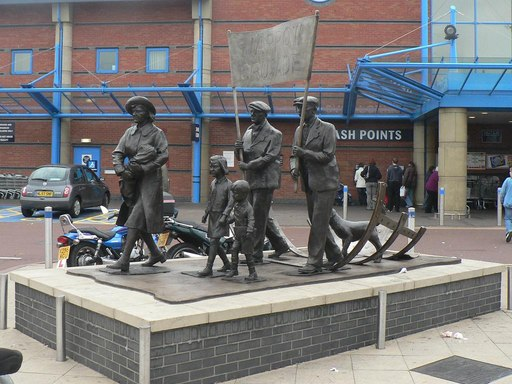
Escultura de bronce. The Spirit of Jarrow (El espíritu de Jarrow) de Graham Ibbeson, develada en el centro de la ciudad en 2001, en conmemoración a la marcha de 1936.

La Marcha de Jarrow, también conocida como la Cruzada de Jarrow, fue una protesta organizada contra el desempleo y la pobreza que se sufría en la ciudad británica de Tyneside, Jarrow durante la década de 1930. El movimiento tuvo lugar entre el 5 y 31 de octubre de 1936; en él participaron alrededor de 200 hombres que marcharon de Jarrow a Londres llevando una petición al gobierno británico, en la cual solicitaban el restablecimiento de la industria en la localidad tras la clausura en 1934 del astillero Palmer's (en inglés, Palmer's Shipyard), su principal empleador. La petición fue recibida por la Cámara de los Comunes y aunque no fue discutida con dicho órgano de gobierno, la marcha produjo algunos resultados inmediatos. 
Jarrow es un poblado que se fundó en el Siglo VIII; sin embargo, fue a principios del siglo XIX cuando se empezó a desarrollar la industria del carbón, varios años antes de la llegada del astillero en 1851. Durante los siguientes 80 años, más de 1,000 embarcaciones zaparon por primera vez en Jarrow. No obstante, en la década de 1920, la combinación de una mala administración y un cambio en las condiciones del comercio internacional tras la Primera Guerra Mundial, condujo a una disminución en la producción de barcos, lo que eventualmente al cierre de la fábrica. Los planes para su reemplazo por una moderna planta siderúrgica fueron frustrados debido a la oposición de la Federación Británica del Hierro y el Acero (en inglés, British Iron and Steel Federation), una organización de empleados con sus propios planes para la industria. El fracaso de la planta siderúrgica y las pocas posibilidades de empleo a gran escala en la ciudad, fueron los factores finales que contribuyeron a tomar la decisión de protestar.
Las marchas de los desempleados a Londres, denominadas "marchas de hambre, tuvieron lugar desde principios de los años 20, eran organizadas principalmente por el Movimiento Nacional de Trabajadores Desempleados (NUWM, por sus siglas en inglés), una asociación comunista. Por miedo a ser asociados con la agitación comunista, los líderes del Partido Laborista y el Congreso de Sindicatos (Trades Union Congress, en inglés) se mantuvieron al margen de estas movilizaciones. Ambas instituciones ejercieron la misma política de desapego hacia la Marcha de Jarrow, que era organizada por el Consejo de la Ciudad con el apoyo de todos los sectores de la población, pero sin ninguna conexión con el Movimiento Nacional de Trabajadores Desempleados. Durante su recorrido los protestantes recibieron hospitalidad y sustento por parte de las ramas locales de los partidos políticos más importantes, y se les dio una gran acogida a su llegada a Londres. 
A pesar del sentimiento inicial de fracaso entre los protestantes, en los años subsecuentes, la Marcha de Jarrow fue reconocida por los historiadores como un evento muy importante de la década de 1930, ya que ayudó a impulsar el cambio de actitudes que prepararon el camino hacia las reformas sociales después de la Segunda Guerra Mundial, ya que tales reformas tenían el objetivo de mejorar las condiciones laborales. 
Por su parte, Jarrow alberga numerosos memoriales de la marcha. En las representaciones celebradas por el 50.º y el 70.º aniversario de la marcha, se hizo referencia al "espíritu de la gente de Jarrow" en sus campañas contra el desempleo. 

## Antecedentes nacionales

### Desempleo en el Reino Unido durante la Entreguerra
| Año  | Total % | SE Inglaterra % | NE Inglaterra % | Constricción Naval % |
| ---- | ------- | --------------- | --------------- | -------------------- |
| 1923 | 11.7    | 9.2             | 12.2            | 43.6                 |
| 1924 | 10.3    | 7.5             | 10.9            | 30.3                 |
| 1925 | 11.3    | 5.9             | 15.0            | 33.5                 |
| 1926 | 12.5    | 5.4             | 17.2            | 39.5                 |
| 1927 | 9.7     | 5.0             | 13.7            | 29.7                 |
| 1928 | 10.8    | 5.4             | 15.1            | 24.5                 |
| 1929 | 10.4    | 5.6             | 13.7            | 25.3                 |
| 1930 | 16.1    | 8.0             | 20.2            | 27.6                 |
| 1931 | 21.3    | 12.0            | 27.4            | 51.9                 |
| 1932 | 22.1    | 14.3            | 28.5            | 62.0                 |
| 1933 | 19.9    | 11.5            | 26.0            | 61.7                 |
| 1934 | 16.7    | 8.7             | 22.1            | 51.2                 |
| 1935 | 15.5    | 8.1             | 20.7            | 44.4                 |
| 1936 | 13.1    | 7.3             | 16.8            | 33.3                 |

Inmediatamente después del término de la Primera Guerra Mundial, la economía británica disfrutó de un breve auge. Las empresas se apresuraron a resurtir los inventarios y restbalecer las condiciones comerciales del periodo de paz, y aunque los precios subían rápidamente, los salarios subían áun más rápido, por lo que el desempleo era insignificante. Para abril de 1920 este crecimiento había dado paso a la primera recesión económica de la Gran Bretaña de la posguerra, lo cual marcó el comienzo de una época de alto desempleo. La adopción de políticas económicas generalmente deflacionarias, incluyendo el regreso al uso del patrón oro en 1925, ayudaron a asegurar que el porcentaje de la fuerza de trabajo sin empleo se mantuviera en 10% por el resto de la década de 1920, e incluso un poco más. No obstante, tales cifras estaban muy por encima de los niveles normales que se manejaban antes de la guerra. Durante la Gran Depresión, que comenzó en 1929 y terminó en 1932, el porcentaje de desempleados alcanzó el 22%, esto representaba más de 3 millones de trabajadores.
El desempleo era particularmente abundante en las industrias de exportación de materias primas de Inglaterra —minería de carbón, construcción naval, hierro, acero y textiles— las cuales se encontraban en una lenta decadencia después de haber tenido un gran apogeo durante el periodo victoriano. Debido a la concentración de estas industrias en el norte de Inglaterra, Escocia y Gales, el porcentaje de personas desempleadas en esas regiones era significativamente mayor, algunas veces más del doble, que en el sur durante todo el periodo de entreguerra. El descenso de estas industrias ayudó a crear bolsas de desempleo a largo plazo fuera de las variaciones cíclicas; algunos personas incluso llevaban años sin trabajar.

### Marchas de hambre
En 1921, como reacción a los crecientes niveles de desempleo, el recién creado Partido Comunista Británico estableció el Movimiento Nacional de Trabajadores Desempleados (NUWM, por sus siglas en inglés). Desde 1922 hasta finales de los años 30, bajo su carismático líder, Wal Hannington, el NUWM organizó marchas regulares en las que trabajadores desempleados convergían en Londres para confrontar al Parlamento, creyendo que esto mejoraría las condiciones. Estas protestas fueron denomindas "marchas de hambre", reviviendo un nombre acuñado por la prensa en 1908, cuando un grupo de desempleados marchó hacia Hyde Park.
En 1922 los protestantes intentaron reunirse con el nuevo primer ministro, Andrew Bonar Law, quien se negó a verlos debido a su que su liderazgo era antidemocrático. Los líderes de la marcha fueron calificados en The Times como "comunistas declarados... que habían sio identificados en disturbios dentro de sus propias localidades". El Partido Laborista y el Congreso de Sindicatos (TUC, por sus siglas en inglés) se mantuvieron al margen, temerosos de ser relacionados con los organizadores comunistas. El mismo patrón se repitió en las subsecuentes marchas del NUWM; los sucesivos primeros ministros —Stanley Baldwin en 1929, Ramsay MacDonald en 1930 y 1934— se rehusaron a tener un encuentro con los representantes de las marchas, por su parte el Partido Laboral y el TUC siguieron tomando distancia del asunto. En 1931 MacDonald se convirtió en el presidente de un gobierno nacional dominado por los conservadores, que impuso una evaluación de recursos, para saber que personas podían recibir prestaciones por parte del gobierno por desempleo. El enojo por dicha evaluación la fue la razón fundamental para la marcha de hambre de 1932, en la que una serie de manifestaciones en Londres estallaron en actos de violencia considerable; los líderes provocaron enfrentamientos con los oponentes y la policía en Hyde Park, Trafalgar Square y Westminster, lo cual condujo al arresto y encarcelamiento de los líderes de la marcha.
Dos marchas nacionales adicionales se llevaron a cabo en 1934 y 1936. Para ese momento el país había tenido una recuperación substancial de los peores años de la depresión económica 1929–1932. El desempleo se había reducido significativamente, el crecimiento anual promedio era de 4%, y muchas partes del país estaban disfrutando de un auge substancial en la construcción de viviendas y los productos de consumo. Sin embargo, la creciente prosperidad no estaba uniformemente distribuida, y había contrastes agudos entre las condiciones económicas del sur y las del noreste, como South Wales, Escocia y otros lugares donde la tasa de recuperación era mucho más lenta. Al mismo tiempo, el ánimo nacional era cambiante; factores externos como el surgimiento del fascismo en Europa ayudó a unificar la izquierda británica; y hubo más voces en el parlamento en apoyo de los desempleados. La idea de marchar como un medio para expresar las quejas políticas o sociales, se habían convertido en una táctica aceptada y establecida; existía una creciente preocupación sobre los problemas por los que se realizaba las marchas. El historiador A. J. P. Taylor consideraba que las marchas de hambre habían "expuesto el fracaso del capitalismo de una forma en que las cifras o las descripciones literales no podían. La clase media acudía al llamado de la conciencia".

## Antecedentes locales: Jarrow

### Historia de la ciudad
| "[Jarrow] ... causa una impresión general de silencio solemne. La iglesia y las viejas paredes del monasterio sobre la verde colina que se inclina hacia la bahía, la larga extensión de agua plateada, las dulces ondas de la marea ... Jarrow es un sitio de fantasía".—Robert Surtees describiendo la época preindustrial en su historia del Condado de Durham (1820). |

Jarrow, situada sobre el río Tyne, en el condado de Durham, al norte de Inglaterra, entró a la historia británica en el Siglo VIII, como la casa de Beda, el monje y académico cristiano. Después de Beda, poco cambió la tal comunidad rural durante los siguientes mil años, aunque su monasterio fue disuleto por Enrique VIII en el siglo XVI. El descubrimiento de carbón en el siglo XVII condujo a mayores cambios. La minería a una escala industrial empezó a florecer a principios de 1800, como resultado la población de Jarrow incrementó en más del doble entre 1801 y 1821 (llegó a los 3, 500 habitantes aproximadamente), en gran medida por la afluencia de mineros.
La ciudad vivió momentos poco gratos durante el auge del carbón. Las condiciones de vida en muchas de las cabañas que se habían construido precipitadamente eran insalubres, carecían de agua y drenaje. Hubo un severo brote de cólera en Jarrow y en el noreste de Inglaterra en el invierno de 1831y 1832, como parte de una epidemia que se esparció por toda Europa y tuvo como resultado más de 200 defunciones en Newcastle, solamente. En Jarrow las relaciones entre los patrones y los empleados solían ser malas; los trabajadores eran asignados a un empresario por el "sistema de unión", es decir, eran puestos a disposición de una persona en particular por un año entero, aunque esta pudiera o no darles empleo. De igual manera, las condiciones de trabajo en las minas eran peligrosas: hubo explosiones en 1826, 1828 y 1845, en cada una se registraron una gran cantidad de vidas perdidas. Los intentos de los trabajadores de unirse bajo una unión comercial sufrieron de gran oposición por parte de los empresarios; sin embargo, los mineros llevaron a cabo largas huelgas en 1832 y 1844, cada una de terminó cuando el hambre los obligó a volver a trabajo. Después de que los yacimientos más superficiales de carbón se agotaron, las minas de Jarrow se hicieron menos rentables y en 1851 los propietarios las abandonaron.

### Construcción naval
Jarrow comenzó su desarrollo como un pueblo dedicado a la construcción naval, con el establecimiento en 1851 del astillero de Palmer's en las orillas del río Tyne. La primera nave construida en el astillero arrancó en 1852, era un collier hecho de hierro e impulsado por vapor; muchos barcos de ese tipo se siguieron produciendo. En 1856 el astillero empezó a construir buques de guerra, y pronto empezó a proveer a muchas de las flotas y fuerzas marinas del mundo. Con sus fábricas asociadas a la producción de hierro y acero, Palmer's se convirtió en el centro de construcción naval más importante del país, lo cual permitía que se otorgaran empleos a miles de hombres. La población de Jarrow, de alrededor 3,800 habitantes en el año de 1850, se incrementó casi diez veces a 35,000 personas para 1891. Palmer's era una empresa central para la economía de la ciudad, tanto por el número de personas que empleaba, como por los negocios auxiliares que la empresa había atraído y que cubrían las necesidades de la empresa y de la ciudad.
El astillero generó muchos empleos en Jarrow, pero las obras industriales crearon un ambiente hostil. Ellen Wilkinson, la historiadora de la ciudad y miembro del Parlamento de 1935 a 1947, cita una fuente de un periódico de 1858: "Hay una predominante negrura en los alrededores. Las casas son negras, los barcos son negros, el cielo es negro, y si vas ahí por una o dos horas serás negro". De acuerdo con Wilkinson, el fundador del astillero, Sir Charles Palmer, "consideraba que no era parte de su deber vigilar que las condiciones bajo las que sus trabajadores tenían que vivir fueran higiénicas o tolerables".
En la década de 1890, la Gran Bretaña tenía casi todo el monopolio de la construcción de embarcaciones, con una participación de cerca del 80%. Esta proporción cayó a casi 60% durante los primeros años del siglo XX, mientras otros países incrementaban su producción. Palmer's permaneció ocupado, y durante los años de la Primera Guerra Mundial construyó muchas de las buques de guerra británicos: el buque de guerra HMS Resolution, el crucero ligero HMS Dauntless, y numerosos buques más pequeños. Durante el pequeño auge de la posguerra de 1919-1920, los pedidos siguieron siendo abundantes y Palmer's continuó prosperando. Sin embargo, la administración de la empresa no se anticipó a las condiciones que se desarrollaron en los años 20 cuando, como Wilkinson lo manifiesta, "todos los países que alguna vez habían comprado barcos del Reino Unido, ahora estaban haciéndolos ellos mismos". La firma hizo evaluaciones demasiado optimistas sobre la demanda futura, e invirtió en consecuencia. La demanda prevista no se materializó; para mediados de la década de 1920, Palmer's estaba incurriendo en grandes pérdidas, y estaba cerca de la bancarrota. La bancarrota fue indultada temporalmente por un auge económico de corta duración en 1929, cuando los pedidos aumentaron y la ciudad disfrutó brevemente de la perspectiva de una recuperación económica.

### Cierre de Palmer's

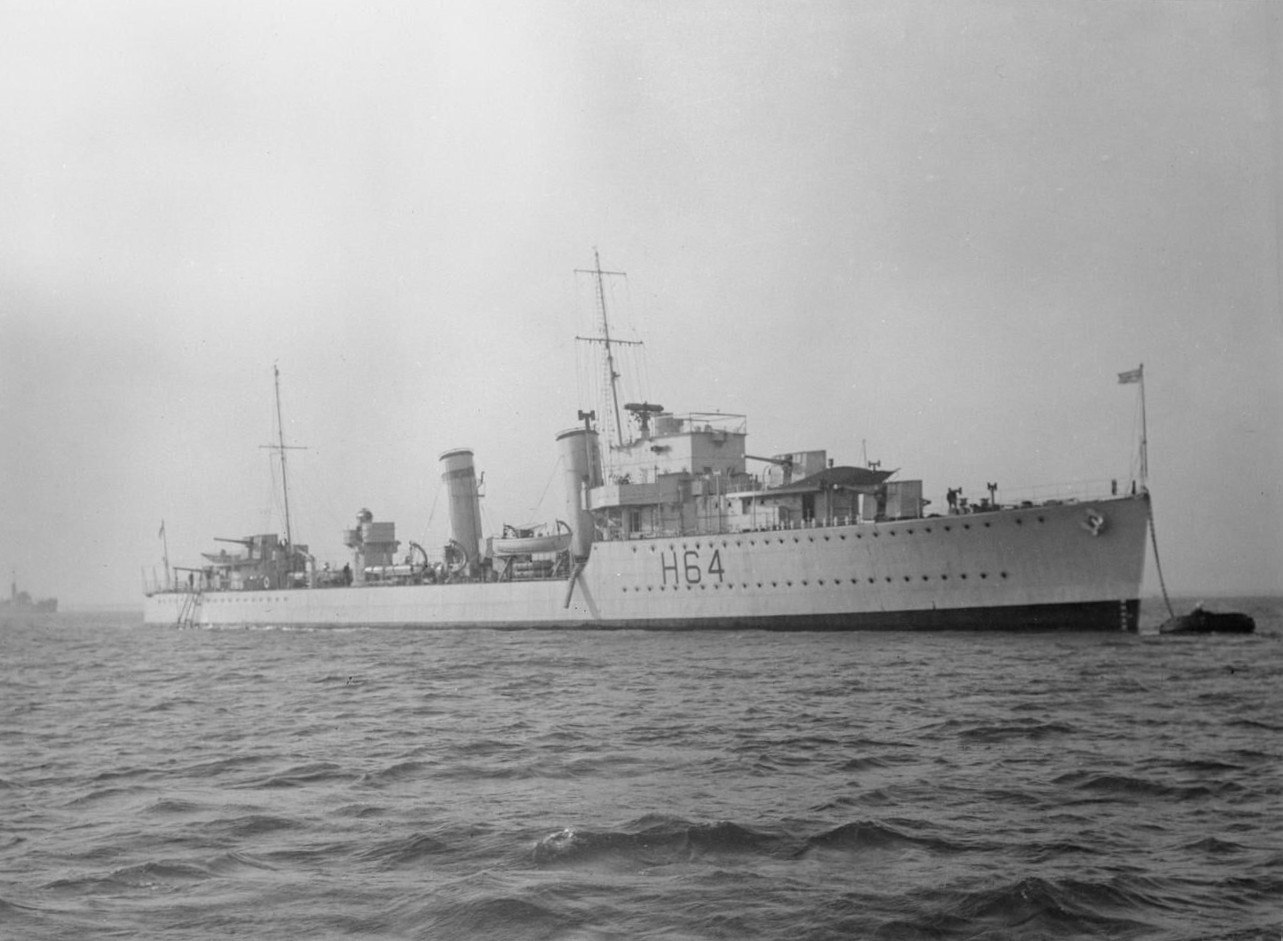
HSM Duchess, la última nave fabricada en el astillero de Palmer's, julio de 1932.

El 24 de julio de 1930, Palmer's terminó su milésimo barco, el petrolero Peter Hurll, perorara entonces el breve boom en la construcción naval había terminado debido a la Gran Depresión, y no había nuevos pedidos en los registros de la empresa. Los rumores de la inminente reorganización y racionalización en la industria fueron la causa de la ansiedad de la clase obrera, que se profundizó con la creación en 1930 de la sociedad mercantil  "National Shipbuilders Security" o NSS (en español, Seguridad Nacional para los trabajadores de la Construcción Naval). Esta fue una compañía creada por el gobierno para ayudar a los trabajadores de la industria naval mediante la adquisición de astilleros que habían cerrado, desmantelándolos, de tal manera que la producción se concentrara en un menor número de astilleros rentables. Para asegurar que esta racionalización estaba sustentada, a los astilleros que habían cerrado se les prohibió cualquier actividad relacionada con la construcción de embarcaciones por al menos 40 años.
Durante 1931, la NSS estuvo cerrando astilleros en varias partes del país, mientras que el pedido del Ministerio de Marina por dos destructores, mantuvo trabajando a la compañía Palmer's hasta mediados de 1932. La segunda nave de estas, HMS Duchess, fue la última fabricada en Palmer's, el 19 de julio de 1932. Para entonces, la empresa ya no tená solvencia, pero retenía una débil esperanza de futuros contratos navales, lo cual nunca se materializó, y en 1933 los acreedores de la forma señalaron a un receptor. Para diciembre de 1933, los rumores de que la NSS estaba interesada en el astillero aparecieron en los medios, y en la Cámara de los Comunes, Walter Runciman, Presidente del Ministerio de Comercio, dijo a los miembros: "No se puede obtener nada, haciendo creer a Jarrow que Palmer's puede ser revivido" continuó,"¿no sería mejor limpiar el lugar y ofrecerlo al mundo, ya que es uno de los sitios más convenientes en toda Europa?" A pesar de los esfuerzos de la administración y los trabajadores por encontrar una solución alternativa, a principios del verano de 1934 la NSS adquirió el astillero, lo cerró y comenzó a desmantelar la planta. Blythe escribió: "El único sonido que compite con el inusual ruido de las aves de los pantanos... era el timbre de los martillos".
Luego del cierre de Palmer's, una pequeña esperanza y cierta resurrección industrial fue ofrecida por el empresario Sir John Jarvis, quien ocupó el cargo ceremonia de Alto Alguacil dude Surrey. Él era el candidato conservador para Guilford. El 4 de octubre de 1934, Jarvis anaunció la "adopción" de Jarrow por el Condado de Surrey, y prometió traer nuevas industrias a la ciudad; mencionó el desguazado de buques, la manufactura de botellas y la fabricación de muebles. Aunque se reconoce los generosos principios detrás del proyecto de Jarvis, Betty Vernon lo describe como superficial, ofreciendo nada más que ayuda a retazos. Blythes observa que: " Este excelente hombre fracasó, como cualquiera que trata de interpretar el rol del buen escudero en un pueblo de casi cuarenta mil personas".

### Ellen Wilkinson
En la elección general de 1931, en la gira nacional del trabajo, la circunscripción de Jarrow fue ganada por el candidato del Gobierno Nacional, William Pearson, un concejal conservador y exalcalde ciudad. En 1932, cuando la gente de Jarrow estaba bastante desesperada — "un taller sin paredes", de acuerdo con un comentarista —el Partido Laborista local eligió a Ellen Wilkinson como la candidata parlamentaria para la próxima elección general. Wilkinson había ayudado a fundar el Partido Comunista Británico en 1920, y tenía una reputación de perseverancia. Ella había sido asociada con Hannington y luego con la NUWM a principios de la década de 1920, pero había abandonado al Partido Comunista en 1923, y trabajó en Middlesbrough East entre 1924 y 1931.
Wilkinson sentía una profunda simpatía por las personas de Jarrow y la pérdida del astillero que era la fuente de vida de la ciudad. A principios de 1934, ella drigió una diputación de los desempleados en Jarrow, para reunirse con el primer ministro, MacDonald, en la circunscripción vecina de Seaham. Ella recuerda que al final de la reunión con MacDonald, él le dijo: "Ellen, ¿por qué no sales a predicar socialismo, el cual es el único remedio para todo esto?" este comentario invaluable, trajo a casa "la realidad y el engaño de esa calurosa y fácil simpatía". Wilkinson se convirtió en alcalde de Jarrow en la elección general de 1935, cuando ganó el puesto con una mayoría de 2,360 votos. En el debate de apertura de la nueva sesión parlamentaria, el 9 de diciembre de 1935, ella declaró en nombre de la población de Jarrow: "Estos son trabajadores calificados, hombres que han construido barcos, buques de guerra y de pasajeros ... Los años pasan y nada se hace... Este es un asunto urgente y algo debe hacerse para llevar trabajo a esas áreas que Dios sabe, quieren trabajo".

### Propuesta de Acería
Mientras que las medidas paliativas de Jarvis estaban siendo desarrolladas, un proyecto más sustancial se estaba considerando para traer de vuelta a las industrias. Un empresario estadounidense, T. Vesper Salt, se dio cuneta de la inminente venta y quiebra del astillero Palmer's. Él estaba convencido de que la demanda mundial de acero estaba a punto de aumentar, y pensó que el sitio, con sus instalaciones ya hechas, sería ideal para una moderna planta de acero. En enero de 1934, cuando el primer reporte de un estudio de viabilidad se mostró favorable, Salt inició pláticas con la Federación Británica de Hierro y Acero (British Iron and Steel Federation o BISF), una organización productora de acero, formada en ese mismo año como parte de la racionalización del Gobierno Nacional de la industria del acero y el hierro.

La industria británica del acero estaba protegida de la competencia extranjera debido a la imposición de altos aranceles por parte del gobierno. La BISF, por medio del control de precios, pudo presentar un frente unido en contra de la "competencia en casa". Cuando el reporte de viabilidad fue recibido por la BISF en marzo de 1935, el presidente de la Federación, Sir Andrew Duncan, al principio tuvo una reacción positiva; sus compañeros, en cambio, eran menos entusiastas. Sólo una de las grandes compañías de acero de la región, Consett Iron Company, ofreció apoyo a las acerías de Jarrow, mientras que otros miembros de la BISF ejercían presión sobre las instituciones financieras de Londres para que retuvieran el capital destinado al nuevo proyecto. Los reportes de tales tácticas causaron gran ansiedad en la zona de Jarrow, donde las personas se encontraban desesperadas porque los trabajos llegaran. En un discurso tranquilizado, poco antes de la elección general de noviembre de 1935, Baldwin, quien dirigía el Gobierno Nacional, informó en Newcastle que: "No hay nada de verdad sobre los reportes que argumentan que los bancos y/o las autoridades están retrasando el asunto para evitar que el proyecto se lleva a cabo".
Después de la elección y el regreso del Gobierno Nacional, poco se hizo por apoyar las palabras optimistas de Baldwin. En la Cámara de los Comunes, el 2 de marzo de 1936, Wilkinson habló de la "atmósfera de misterio" que rodeaba el proyecto de Jarrow: "Públicamente uno ve mucho optimismo... pero cuando ves a las personas de manera privada, hay una gran cantidad de titubeos, y no están completamente seguros". Mientras tanto la BISF argumentaba que para incrementar la producción de acero se debía expandir la capacidad de las facilidades existentes, en vez de construir plantas nuevas. Duncan, retractándose de su primera reacción, ahora se oponía a la provisión de financiación para Jarrow, pues sentía que se podría crear un precedente que otras regiones del país podrían utilizar. Finalmente la BISF tuvo éxito disolviendo el proyecto al grado de hacerlo inviable; Salt y su sindicato se fueron, el proyecto estaba muerto, fue "estrangulado al nacer" de acuerdo a Wilkinson.
En una serie de intercambios en los Comunes con Runciman, el 30 de junio, Wilkinson pidió, en vano, que el asunto fuera reconsiderado por un cuerpo independiente, en vez de que la decisión la dictara la BISF. Uno de los negociadores del propio gobierno, que había estado involucrado en el proyecto desde sus etapas más tempranas, escribió en The Times: "Un sistema que deja la adjudicación de una propuesta de importancia nacional ... en manos de las partes cuyos intereses financieros pueden ir en contra de ese proyecto, no es propicio para el desarrollo emprendedor de la industria del acero".
Más tarde, cuando Runciman se reunió con los trabajadores de la diputación de Jarrow, encontró, en palabras de Wilkinson, "una figura de hielo. Fríamente correcta, fríamente cortés, al parecer completamente indiferente a los males de los demás". Su insistencia en que "Jarrow debían trabajar en su propia salvación", fue descrita por Blythe como " el colme de la crueldad oficial".

## Marcha

### Preparación

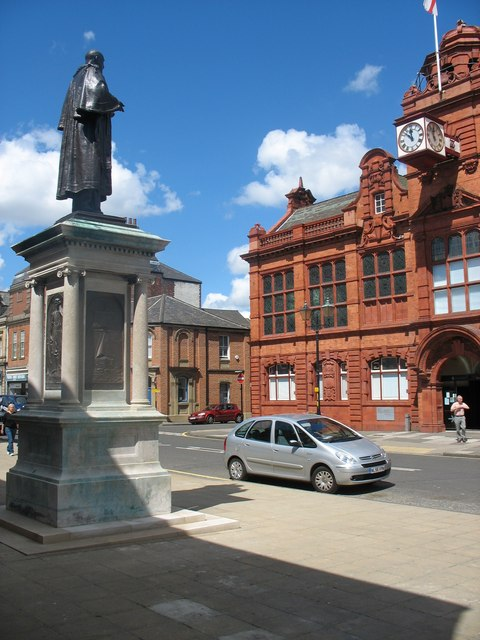
Edificio del ayuntamiento de Jarrow, fotografiado en 2007, con una estatua de Sir Charles Palmer.

Después de perder la acería, Dvid Riley, el presidente del consejo de ciudad de Jarrow, dijo a un grupo de manifestantes desempleados en julio de 1936: «Si pudiera, organizaría a los desempleados de todo el país [...] y marcharía hasta Londres de tal manera que todos llegaran al mismo tiempo. El gobierno, entonces, se vería obligado a escuchar o a volcar sobre nosotros el ejército». La idea de una marcha fue asumida con entusiasmo por el alcalde Billy Thompson, por Wilkinson y por grupos políticos, comerciales y religiosos. Se decidió que la marcha sería un asunto local, representando al pueblo, sin connotaciones políticas; estaría limitada a 200 hombres que llegarían a Londres al comienzo de la nueva sesión parlamentaria, el 3 de noviembre de 1936, al presentar una petición de los habitantes ante la Cámara de los Comunes.
Riley fue designado jefe mariscal, con cuatro subcomités para ocuparse de los detalles de la organización. Todos los partidos políticos locales — Laborista, Conservador y Liberal— otorgaron su apoyo, así como las iglesias del pueblo y la comunidad comercial. Estudiantes de medicina del Inter-hospital Sociedad Socialista estuvieron de acuerdo en acompañar la marcha como asistentes médicos. Un fondo fue comenzado con £800 (ochocientas libras), para cubrir los costos de la marcha; cerca del doble de esa cantidad fue juntada localmente y a lo largo de la ruta. Se celebraban reuniones públicas en las paradas nocturnas para dar a conocer la difícil situación de Jarrow y de otras áreas como esa. Un participante de la marcha explicó: «Somos como misioneros de las áreas en miseria, no sólo de Jarrow».
El 5 de octubre los marchistas, seleccionados de entre 1,200 voluntarios, asistieron a un servicio de dedicación ecuménica en la iglesia de Cristo, de Jarrow, donde la bendición fue impartida por James Gordon, el Obispo de Jarrow. Esta aparente aprobación por un clérigo ganó una considerable atención por parte de la prensa, lo que provocó una brusca respuesta por parte de Hensley Henson, Obispo de Durham. Henson, un duro crítico del socialismo y el sindicalismo, describió la marcha como una «presión de la multitud revolucionaria», y lamentó la asociación de su colega con «estas fatuas manifestaciones, que están principalmente diseñadas bajo el interés, no de los desempleados, sino del Partido Laborista».
Mientras los representantes de Jarrow se preparaban para salir, seis contingentes regionales de la sexta Marcha Nacional de Hambre estaban tomando la carretera a Londres, donde se suponía que llegarían una semana después que los marchistas de Jarrow. Un grupo de veteranos ciegos, organizados por la Liga Nacional de los Ciegos y Discapacitados (en inglés, National League of the Blind and Disabled) fue también a la marcha, demandando mejores condiciones para las 67,000 personas iegas que vivían en el país.

### En el camino
| Etapa | Fecha (1936)  | desde             | hasta               | Distancia             |
| ----- | ------------- | ----------------- | ------------------- | --------------------- |
| 1     | 5 de octubre  | Jarrow            | Chester-le-Street   | 12 millas (19,3 km)   |
| 2     | 6 de octubre  | Chester-le-Street | Ferryhill           | 12 millas (19,3 km)   |
| 3     | 7 de octubre  | Ferryhill         | Darlington          | 12 millas (19,3 km)   |
| 4     | 8 de octubre  | Darlington        | Northallerton       | 16 millas (25,7 km)   |
| 5     | 9 de octubre  | Northallerton     | Ripon               | 17 millas (27,4 km)   |
|       | 10 de octubre | Rest day          |                     | —                     |
|       | 11 de octubre | Rest day          |                     | —                     |
| 6     | 12 de octubre | Ripon             | Harrogate           | 11 millas (17,7 km)   |
| 7     | 13 de octubre | Harrogate         | Leeds               | 15 millas (24,1 km)   |
| 8     | 14 de octubre | Leeds             | Wakefield           | 9 millas (14,5 km)    |
| 9     | 15 de octubre | Wakefield         | Barnsley            | 10 millas (16,1 km)   |
| 10    | 16 de octubre | Barnsley          | Sheffield           | 13 millas (20,9 km)   |
| 11    | 17 de octubre | Sheffield         | Chesterfield        | 12 millas (19,3 km)   |
|       | 18 de octubre | Rest day          |                     | —                     |
| 12    | 19 de octubre | Chesterfield      | Mansfield           | 12 millas (19,3 km)   |
| 13    | 20 de octubre | Mansfield         | Nottingham          | 14 millas (22,5 km)   |
| 14    | 21 de octubre | Nottingham        | Loughborough        | 15 millas (24,1 km)   |
| 15    | 22 de octubre | Loughborough      | Leicester           | 11 millas (17,7 km)   |
| 16    | 23 de octubre | Leicester         | Market Harborough   | 14 millas (22,5 km)   |
| 17    | 24 de octubre | Market Harborough | Northampton         | 17 millas (27,4 km)   |
|       | 25 de octubre | Rest day          |                     | —                     |
| 18    | 26 de octubre | Northampton       | Bedford             | 21 millas (33,8 km)   |
|       | 27 de octubre | Rest day          |                     | —                     |
| 19    | 28 de octubre | Bedford           | Luton               | 19 millas (30,6 km)   |
| 20    | 29 de octubre | Luton             | St Albans           | 10 millas (16,1 km)   |
| 21    | 30 de octubre | St Albans         | Edgware             | 11 millas (17,7 km)   |
| 22    | 31 de octubre | Edgware           | Marble Arch, London | 8 millas (12,9 km)    |
|       |               |                   | Total               | 291 millas (468,3 km) |

#### De Jarrow a Ripon
Después del service de dedicación, los protestantes salieron de Jarrow, vitoreados por la mayor parte de la ciudad y desplegando pancartas declarándose a sí mismos como la "Cruzada de Jarrow". Para el siguiente fin de semana ya habían viajado 69 millas (111,044736 km) hasta la Catedral de la ciudad de Ripon, donde fueron bienvenidos por el Obispo de la ciudad y una delegación representante de las iglesias locales. Las recepciones en las paradas intermedias se habían mezclado: tibios en Chester-le-Street, calurosos y amigables en Ferryhill y en Darlintong.
Wilkinson había dejado la marcha en Chester-le-Street para asistir a la conferencia anual del Partido Laborista, la cual se llevaba a cabo en Edimburgo. La conferencia no apoyaba a la marcha — un delegado criticó a Wilkinson por "enviar hombres hambrientos y enfermos en una marcha a Londres". La negativa posición de la Conferencia del Partido Laborista consiguió repuestas de enojo por parte de los protestantes; Riley consideraba que habían sido "apuñalados por la espalda".
Los marchistas se consternaron más al enterarse de que el Consejo de Asistencia al Desempleo del Ministerio del Trabajo había acordado que sus beneficios serían reducidos.

#### De Ripon a Chesterfield
Después de un fin de semana de descanso, los marchistas avanzaron hacia Harrogate. En este conservador pero próspero pueblo, los marchistas fueron recibidos calurosamente por las autoridades cívicas y fueron alimentados por el Club Rotario. El Ejército Territorial les dio dormitorios, un cambio bastante grande, ya que la mayoría de las veces se alojaban en escuelas, iglesias, y en ocasiones en casas de trabajo se les daba hospedaje en las noches. Era evidente que los militantes locales del Partido Conservador estaban igualmente dispuestos a ayudar a los marchistas como lo estaban los militantes del Partido Laborista.
Los participantes de la marcha declaraban que su situación era única, había surgido de acciones específicas (el cierre del astillero y el bloqueo de la acería) que podían ser remediadas por acciones inmediatas del gobierno, pues la clase obrera local había sido alienada. El apoyo de varios partidos para mantener la ética no partidaria de la marcha, un factor que obligó a Riley a rechazar una donación de £20 de un grupo comunista, afirmando que: "estamos decididos que a cualquier precio, vamos a conservar el carácter no político de esta cruzada".
En Harrogate, Wilkinson se unió nuevamente a la marcha, mientras ésta avanzaba a través de Yorkshire hacia Chesterfield, en Derbyshire. La marcha estaba atrayendo amplia publicidad; en Londres el gobierno se preocupó de que el Rey Eduardo, pudiera exceder sus límites constitucionales y recibiera a los protestantes. El gabinete expidió un comunicado que enfatizaba los medios constitucionales como mecanismos para expresar los agravios, y condenaba a las marchas por causar "dificultades innecesarias para los que formaban parte de ellas".—"lágrimas de cocodrilo" según Wilkinson. Al llegar a Chesterfield, el 17 de octubre, los marchistas habían recorrido 70 millas (112,65408 km) en tan sólo una semana, y ya se encontraban a mitad del camino de su travesía. Ese día el Obispo de Durham fue ratificado; ante dicha situación los marchistas se decepcionaron cuando en una carta a The Times el Obispo de Jarrow negó que dar su bendición a la marcha significara que la apoyaba; la bendición, dijo, un acto del deber Cristiano; en general él creía que tales marchas deberían ser desalentadas. Wilkinson perdonó las declaraciones del Obispo porque ella sabía las dificultades a las que éste se enfrentaba.

#### De Chesterfield a Northampton

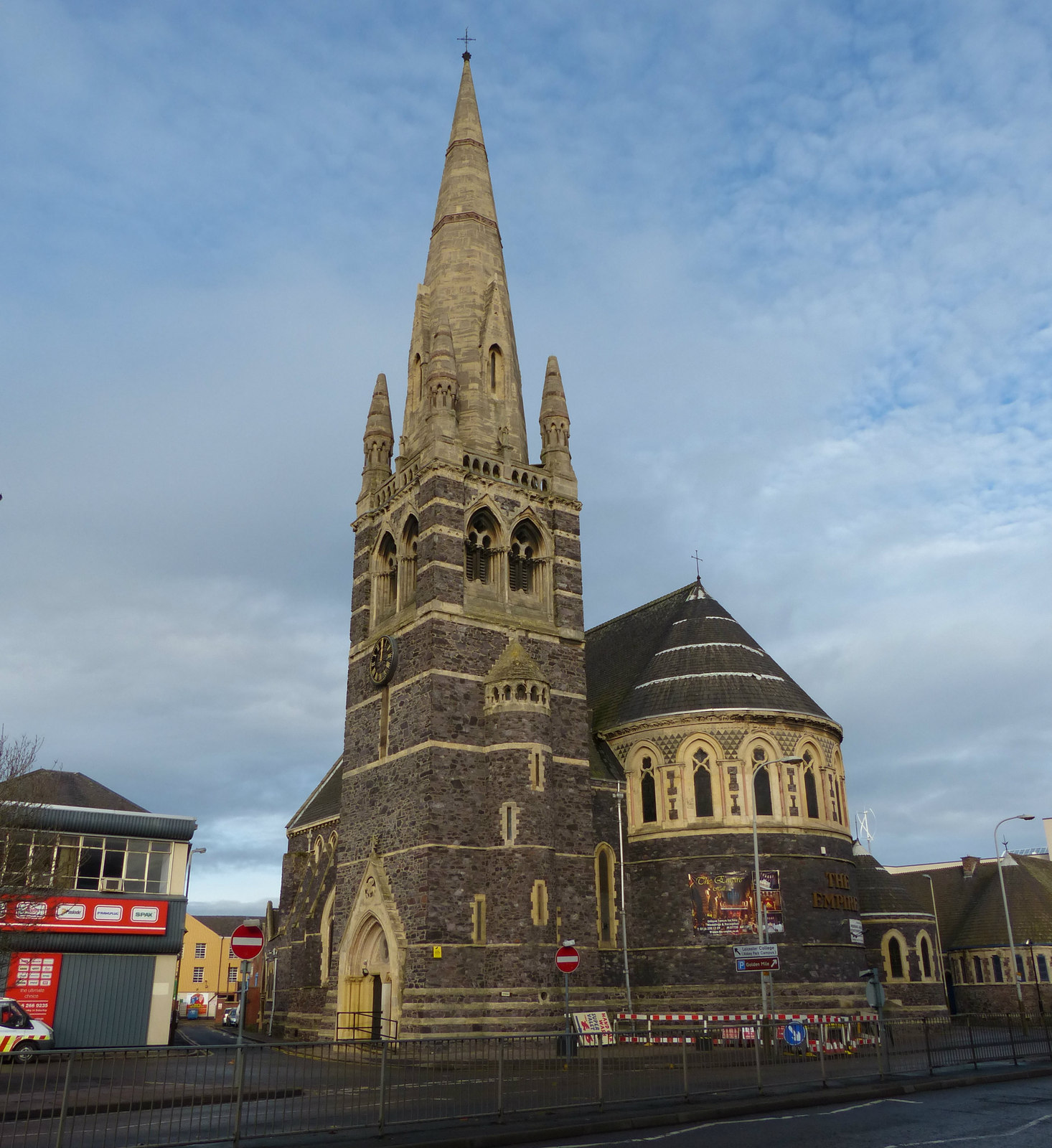
La iglesia de St Mark, Leicester, una parada del recorrido de la marcha, fotografiada en 2013

En la tercera semana de la marcha recorrió la mayor distancia desde que había iniciado—83 millas (133,57552 km). En Mansfield, el Consejo de Trabajo Controlado desafió el mandato nacional de dar una bienvenida calurosa. Esto se correspondía con la recepción del alcalde y concejales conservadores de Nottingham, y complementado por los regalos de ropa que los fabricantes de la ciudad hicieron a los protestantes. En Leicester, la Sociedad Cooperativa de Zapateros trabajó toda la noche reparando los zapatos de los marchitas, sin recibir un salario a cambio. De acuerdo con algunos informes, los manifestantes regalaron al sacerdote de la Iglesia de San Marcos una cruz de madera, aunque Matt Perry en su historia de la Marcha de Jarrow, indica que esta cruz fue donada en 1934 por la Marcha Nacional del Hambre.
De Leicester la protesta se dirigió hacia el Market Harborough. Esta fue una de las peores bienvenidas nocturnas que les habían dado, ningún miembro del Consejo Local saludó ni visitó a los protestantes, por lo que se vieron obligados a pasar la noche en el piso de piedras de un edificio en construcción (la prensa local más tarde negó el hecho). El 24 de octubre, la protesta llegó a Northampton, al mismo tiempo que la protesta de los ciegos. Wilkinson dejó la marcha porque tenía que atender algunos asuntos en Londres, y más tarde participaría intermitentemente, hasta el último día.

#### De Northampton a Londres

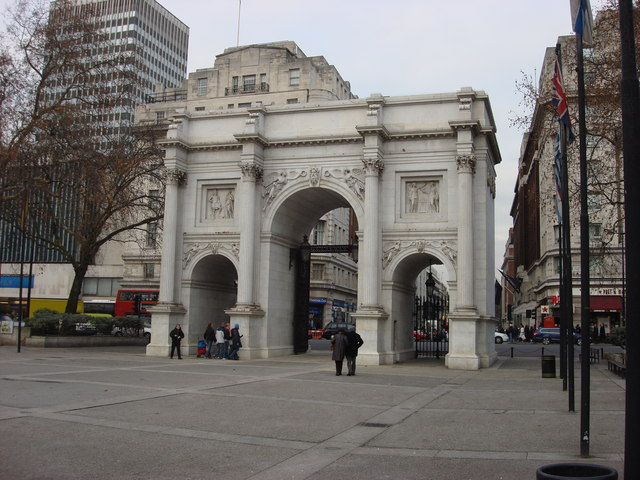
Marble Arch, Hyde Park, Londres, la parada final de la Marcha de Jarrow.

Lunes 26 de octubre, de Northampton a Bedford, fue la caminata más larga del día (33,796224 km). Del contingente original, 185 aún estaban en el camino, con 10 reemplazos. Para respetar el horario de llegada a Marble Arch, los protestantes se tomaron un día extra de descanso, el martes antes de marchar bajo la lluvia, 19 millas (30,577536 km) hasta Luton.
El 29 de octubre, mientras los protestantes avanzaban de Luton a St Albans, la difícil situación de Jarrow fue objeto de intercambios en la Cámara de los Comunes entre Wilkinson y Baldwin. El primer ministro se refirió a la reciente disminución de desempleados en Jarrow, y dijo: "Hay buenas razones para esperar que la reactivación de la industria ahora en progreso, en el área de Tyneside, de lugar a mayores oportunidades de empleo para las personas sin empleo en Jarrow." Wilkinson respondió que la aparente disminución en el desempleo en Jarrow se debió a la fusión de estadísticas de Jarrow y un pueblo vecino, por los que no representaba un incremento en el empleo. Le pidió a Baldwin que rompiera con la tradición y se reunirá con la diputación de los protestantes; a lo que el primer ministro se negó.
En la penúltima etapa de la marcha, de St Albans a Edgware, mientras la marcha se acercaba a su fin, los protestantes empezaron a contemplar la idea de volver a casa, y la perspectiva de "mirar por la ventana ... sabiendo que no hay nada, absolutamente nada que hacer". El último día, grandes multitudes vieron a los protestantes avanzar por entre los suburbios de Londres hacia el Marble Arch marchando al son de su propia banda, a pesar de la incesante lluvia. A su llegada, mientras los líderes hablaban con los medios de comunicación, los protestantes se retiraban de sus alojamientos nocturnos en la ciudad.

### Londres
| "Jarrow como pueblo ha sido asesinado, como resultado del arreglo de dos corporaciones — los barcos y el acero — ... Qué ha hecho el gobierno? No dudo que este gabinete no quiera vernos."—Ellen Wilkinson, Hyde Park, 1º de noviembre de 1936. |

El domingo 1º de noviembre, los marchistas avanzaron hacia Hyde Park para una reunión pública. El Partido Comunista celebraba una manifestación en contra del desempleo; Wilkinson recuerda que "generosamente dieron espacio a la marcha por una hora y pidieron a su audiencia apoyar la reunión de nuestra Cruzada". La policía estimó unas 3,000 personas en la multitud, sin embargo, el periodista Ritchie Calder, quien estaba presente, calculó unos 50,000 individuos.
Después de un día de descanso, el evento principal de la marcha del día martes, fue una reunión pública en el Memorial Hall ubicado en Farringdon Street. Entre los oradores invitados estaba Dick Shepard, fundador de la Unión por el Compromiso de la Paz (en inglés, Peace Pledge Union). Él dijo a los protestantes: "han levantado la consciencia del país de que las cosas están obligadas a pasar". Sir John Jarvis, sin previo aviso, reveló los planes para la creación de una fábrica de tubos de acero en las instalaciones que alguna vez ocupó la empresa Palmer's. La impresión de que los problemas de Jarrow podían ser resueltos sin la acción del gobierno, desconcertó a los protestantes que escuchaban su discurso. Wilkinson comentó qué tales planes eran para el futuro, y no podían sustituir los requerimientos que el pueblo hacía al gobierno de una intervención inmediata.
El miércoles 4 de noviembre, Wilkinson presentó la petición de Jarrow a la Cámara de los Comunes. Con más de 11,00o firmas, pedía que "El gobierno de su Majestad y esta honorable Cámara deben darse cuenta de la urgente necesidad del otorgar trabajo al pueblo sin más retrasos". En la breve discusión que prosiguió la entrega de la carta, Runciman dijo que "la situación de desempleo en Jarrow, aunque estaba lejos de ser satisfecha, ha mejorado en los meses recientes", a lo que un diputado de la bancada de Partido Laborista respondió que: "la complacencia del gobierno es considerada en el país como insulto para la consciencia nacional".
Blythe resume el enojo y la desilusión de los protestantes: "Y eso fue todo. El resultado de tres meses de preparación y uno de marchas ha dado lugar a pocos minutos de débiles argumentos durante los cuales los oradores gubernamentales no habían conseguido energía suficiente para exponer sus peticiones". Se propuso una breve huelga , antes de que Wilkinson organizara una reunión con diferentes partidos políticos. El caso de los protestantes fue escuchado; la reunión fue advertida que, dado a la incertidumbre internacional, lamentarían desmantelar un centro de construcción naval tan importante para el beneficio privado. Dichas declaraciones, según Wilkinson, incomodó a los miembros. Al día siguiente, los protestantes regresaron a Jarrow en tren.

## Legado
Antes del inicio del inicio de la Segunda Guerra Mundial y el establecimiento de industrias basadas en la producción de artículos para la guerra, las iniciativas de Jarvis supusieron un ligero alivio para los habitantes de Jarrow. Para 1939, cerca de 100 hombres fueron empleados en una pequeña fábrica de muebles, y más de 500 en diferentes empresas dedicadas al procesamiento de metales, las cuales estaban situadas en las anteriores instalaciones de Palmer's. Jarvis había adquirido dos naves obsoletas Olympic y Berengaria para desmantelarlas en el astillero. Sin embargo, después de su regreso triunfal muchos de los manifestantes sentían que su esfuerzo había fracasado. Whalen, quien a su muerte en 2003 era el último participante sobreviviente que recorrió toda la distancia, dijo que la marcha fue "una pérdida de tiempo", pero agregó que había disfrutado cada paso. Su compañero Guy Waller, en el 40 aniversario de la marcha en 1976, dijo que «la marcha no produjo un aumento inmediato en el número de empleos en la ciudad, fue la guerra la que lo hizo». Estas perspectivas las comparten varios comentaristas e historiadores. El columnista del periódico Daily Mirror Kevin Maguire ha calificado a la marcha de un «fracaso heroico», mientras que Matt Dobson, en el diario The Socialist, ha escrito que «de todas las marchas del hambre, esta era la más diluida, por lo tanto las ganancias fueron modestas». Los historiadores Malcolm Pearce y Geoffrey Stewart dan una perspectiva positiva, argumentando que la Marcha de Jarrow «ayudó a moldear las percepciones de la década de 1930«, y por lo tanto abrió el camino a una reforma social.

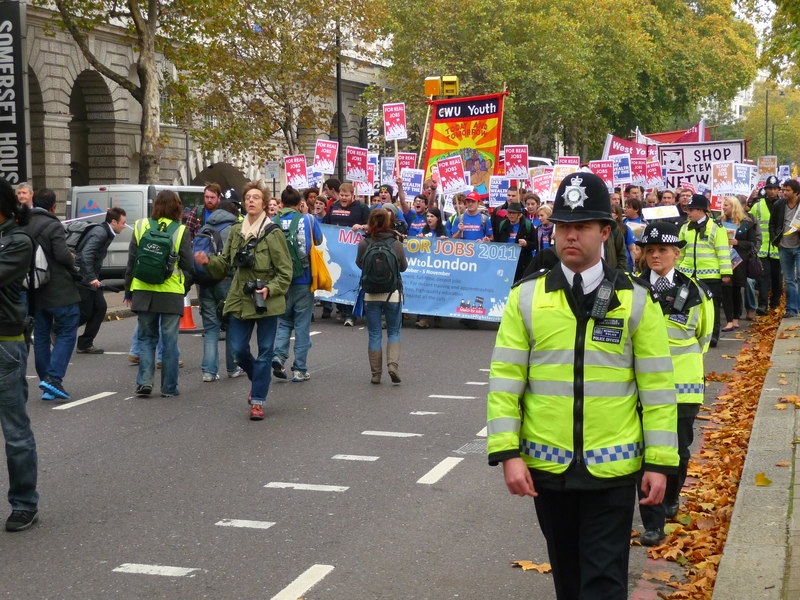
Re-enactment 2011: the "March for Jobs" in London, 5 de noviembre de 2011

Perry observa que «el paso del tiempo ha transformado la Cruzada de Jarrow... en un potente talismán con el que muchos aparentemente buscan asociarse». Así, el Partido Laborista, que en 1936 evitó relacionarse con la marcha, más tarde la adoptó como una insignia de credibilidad. En 1950 el partido incluyó las pancartas de Jarrow en los pósteres de su campaña electoral; la marcha desapareció de la mente de las personas en una era de alto empleo,  fue invocada nuevamente cuando el desempleo se volvió un asunto político en la década de 1980. A finales del siglo XX, los líderes del Partido Laborista—Michael Foot, Neil Kinnock, Tony Blair—se han asociado con la marcha. En octubre de 1986, en el 50 aniversario, un grupo de individuos de Jarrow y otros pueblos trazaron nuevamente la ruta hacia Londres. En la época de recesión industrial, Jarrow, una vez más, tuvo el nivel más alto de desempleo del país. El 75.º aniversario, en 2011, estuvo marcada por una "Marcha por Trabajos", eso provocó la ira del conservador Robert Goodwill, quien destacó el alto nivel de retiros en etapas tempranas y calificó como «un insulto a la memoria de los manifestantes Jarrow ... Ellos no son quien para ponerse en el mismo lugar que los protestantes de Jarrow».
Poco después del regreso en noviembre de 1936, Riley junto con otros tres consejeros de Jarrow que habían dirigido la march —James Hanson, Paddy Scullion y Joseph Symonds— se separaron del Partido Laborista para formar un grupo comprometido con una lucha más directa para el empleo; más tarde los cuatro volvieron a unirse al partido. Scullion y Symonds fungieron como alcaldes de la ciudad. En 1939, Wilkinson publicó su historia de Jarrow, El pueblo que fue asesinado. Un crítico del The Economic Journal encontró al libro «no tan polémico como uno lo esperaba», pero sentía que en su denuncia de la BISF Wilkinson no había tomado plenamente en cuenta el estado de la industria del hierro y el acero en la década de 1930. Wilkinson continuó con su carrera parlamentaria, de 1940 a 1945 se hizo cargo de la oficina del gobierno de coalición. En 1945 el gobierno laborista la nombró Ministra de Educación, con un asiento en el gabinete, posición que ocupó hasta su muerte, a la edad de 55 años, en febrero de 1947.
En 1974, el cantante de rock Alan Price sacó "la canción de Jarrow" que ayudó a hacer conciencia a las nuevas generaciones de los acontecimientos de 1936. Entre las dramatizaciones basadas en la Marcha de Jarrow está una obra de teatro Whistling at the Milestones (en español, "Silbando a los hitos") de 1977, producida por Alex Glasgow, de igual forma hay una ópera, Burning Road (1996) de Will Todd y Ben Dunwell. La ópera se presentó en la Catedral de Durham en 1997, lo que Perry describió como una de las ironías que rodeaban la marcha, pues en retrospectiva el Obispo del lugar había condenado la Marcha. La ciudad de Jarrow contiene varias conmemoraciones, incluyendo una escultura de acero por Vince Rea en la nueva estación de tren, un mural de azulejos diseñados por niños de escuelas locales, y una escultura de bronce -"The Spirit of the Crusade" de Graham Ibbeson- en el centro de la ciudad. Distintos edificios y calles llevan los nombres de Wilkinson y Riley.

### Citas
1. 1 2 3 4  Mates, Lewis H. (2006). «Debunking Myths: Review of Matt Perry's The Jarrow Crusade: Protest and Legend». North-East History 38: 171-79.
2. 1 2 3 4  Pearce and Stewart, p. 354
3. 1 2 3  Garside, p. 10
4. ↑  Garside, p. 13
5. ↑  Skidelsky, p. 15
6. ↑  Taylor, pp. 188–89
7. ↑  Garside, p. 8
8. ↑  Pearce and Stewart, pp. 355–56
9. ↑  Floud et al., pp. 244–45
10. ↑  Garside, p. 11
11. ↑  Kingsford, pp. 19–22
12. 1 2 3  Pearce and Stewart, p. 359
13. ↑  James Vernon, p. 56
14. ↑  «March of the Workless: Whitehall Visit Forbidden». The Times. 22 de noviembre de 1922. p. 10. (requiere suscripción)
15. ↑  «Communist Organizers». The Times. 22 de noviembre de 1922. p. 10. (requiere suscripción)
16. ↑  Kingsford, pp. 107, 126
17. ↑  Pearce and Stewart, pp. 403–06 and 357–58
18. ↑  Kingsford, pp. 134–38
19. ↑  Kingsford, pp. 154–61
20. ↑  «Organization of Marchers: Alleged Control from Moscow». The Times. 5 de noviembre de 1932. p. 7. (requiere suscripción)
21. ↑  «How housebuilding helped the economy recover: Britain in the 1930s». The Guardian. 19 de abril de 2013. Consultado el 22 de marzo de 2015.
22. ↑  Pearce and Stewart, pp. 364–65
23. ↑  Gardiner, p. 448
24. ↑  Kingsford, p. 167
25. ↑  Perry, p. 12
26. ↑  Taylor, p. 433
27. ↑  Surtees, Robert (1820). The History and Antiquities of the County Palatine of Durham (Volume 2). London: Chester Ward. p. 66.
28. ↑  Wilkinson, pp. 11–12
29. 1 2  Wilkinson, pp. 13–16
30. ↑  Wilkinson, pp. 20–21
31. ↑  Wilkinson, pp. 27–28 and 55
32. ↑  Wilkinson, pp. 29–35 and 51–55
33. ↑  Wilkinson, p. 57
34. ↑  Linsley, Stafford. «Palmer, Sir Charles Mark». Oxford Dictionary of National Biography (online edition). Consultado el 15 de marzo de 2015. (requiere suscripción)
35. 1 2  Ritchie, p. 15
36. ↑  Newcastle Chronicle, June 1858, quoted in Wilkinson, p. 72
37. ↑  Wilkinson, p. 73
38. ↑  Smales, p. 259
39. ↑  Lorenz, p. 3
40. ↑  Wilkinson, p. 130
41. ↑  Wilkinson, p. 133
42. ↑  Wilkinson, pp. 137–39
43. ↑  Wilkinson, pp. 141–42
44. ↑  «Palmers Shipbuilding and Iron Co». Grace's Guide: British Industrial History. Consultado el 17 de marzo de 2015.
45. 1 2  Wilkinson, pp. 153–55
46. 1 2  Betty Vernon, p. 140
47. ↑  Wilkinson, p. 149
48. 1 2  Wilkinson, pp. 157–58
49. ↑  «Palmers Jarrow Shipyard». The Manchester Guardian. 12 de diciembre de 1933. p. 9.
50. ↑  Wilkinson, p. 163
51. ↑  «Future of Palmers Shipyard». The Manchester Guardian. 29 de diciembre de 1933. p. 4.
52. ↑  Wilkinson, p. 161
53. ↑  Blythe, p. 188
54. ↑  «Politics at Guildford». The Times. 26 de febrero de 1934. p. 16. (requiere suscripción)
55. ↑  «News in Brief». The Times. 9 de marzo de 1934. p. 19. (requiere suscripción)
56. ↑  «New Hope for Jarrow». The Times. 5 de octubre de 1934. p. 14. (requiere suscripción)
57. ↑  Betty Vernon, p. 148
58. ↑  Blythe, p. 189
59. ↑  «Complete Results of the General Election». The Manchester Guardian. 28 de octubre de 1931. p. 9. (requiere suscripción)
60. ↑  «Pearson, William George». Who's Who online edition. Consultado el 24 de marzo de 2015. (requiere suscripción)
61. ↑  Betty Vernon, p. 138
62. 1 2  Bartley, pp. 62–63
63. 1 2 3  Harrison, Brian. «Wilkinson, Ellen Cicely». Oxford Dictionary of National Biography online edition. Consultado el 3 de octubre de 2014. requiere suscripción
64. ↑  Betty Vernon, p. 63
65. ↑  Bartley, p. 83
66. ↑  Wilkinson, pp. 195–96
67. ↑  Betty Vernon, p. 240
68. ↑  «Debate on the Address». Hansard 307: col. 619. 9 de diciembre de 1935.
69. 1 2  Wilkinson, pp. 172–73
70. ↑  Wilkinson, pp. 174–76
71. ↑  Wilkinson, pp. 180–81
72. ↑  Quoted in Wilkinson, p. 180
73. 1 2  «Special Areas». Hansard 309: col. 1101. 2 de marzo de 1936.
74. ↑  Wilkinson, p. 162
75. ↑  Parker, Selwyn (2010). «Liquidate Everything». The Great Crash (ebook). London: Hatchette Digital. ISBN 978-0-7481-2231-8.
76. ↑  Wilkinson, p. 186
77. ↑  «Iron and Steelworks, Jarrow». Hansard 314: col. 205-07. 30 de junio de 1936.
78. ↑  «Steelworks at Jarrow: History of the Scheme». The Times. 6 de julio de 1936. p. 10. (requiere suscripción)
79. ↑  Wilkinson, p. 197
80. ↑  Blythe, p. 190
81. ↑  Wilkinson, p. 198
82. ↑  «Statue To Sir Charles Mark Palmer, East Of Tyne Pedestrian Tunnel Entrance». South Tyneside Council. Archivado desde el original el 5 de marzo de 2016. Consultado el 12 de octubre de 2016.
83. 1 2  Pickard, pp. 21–22
84. 1 2 3  Wilkinson, pp. 198–202
85. ↑  Perry, p. 122
86. ↑  Pickard, p. 14
87. 1 2  Blythe, p. 194
88. ↑  Perry, pp. 45–46
89. ↑  Pickard, p. 89
90. ↑  Perry, pp. 21–23
91. ↑  Henson's diary entry, 8 October 1936, quoted in Perry, p. 72
92. ↑  Kingsford, p. 211
93. ↑  Perry, pp. 12, 30
94. ↑  Perry, pp. 12, 57
95. 1 2 3 4 5 6  Perry, pp. 21, 31, 34, 39, 45, 53, 58, 63, 70, 76, 64, 87, 89, 92, 98, 100, 104, 111, 121, 126, 130, 134, 140
96. ↑  Pickard, p. 91
97. ↑  Perry, pp. 46–48
98. ↑  Perry, p. 26
99. ↑  Pickard, p. 94
100. ↑  Perry, pp. 35–36
101. ↑  Perry, p. 27
102. ↑  Wilkinson, p. 204
103. ↑  Perry, p. 45
104. 1 2  Blythe, p. 199
105. 1 2  Perry, p. 55
106. ↑  Collette, Christine (3 de marzo de 2011). «The Jarrow Crusade». BBC History. Consultado el 30 de marzo de 2015.
107. 1 2  Wilkinson, pp. 205–07
108. ↑  Perry, pp. 84–85
109. ↑  Perry, p. 67
110. ↑  «Cabinet Papers: March of the Unemployed on London». The National Archive. 14 de octubre de 1936. Consultado el 29 de octubre de 2014.
111. ↑  Perry, p. 70
112. ↑  Jarrow (Bishop of), Geoffrey (17 de octubre de 1936). «Jarrow Marchers: The Province of the Clergy». The Times. p. 8. (requiere suscripción)
113. ↑  Wilkinson, p. 201
114. ↑  Perry, p. 90
115. ↑  Perry, pp. 93–94
116. ↑  «Interview 963 (summary), Leicester Oral History Archive Collection». East Midlands Oral History Archive. 7 de noviembre de 1986. Consultado el 30 de marzo de 2015.
117. ↑  Perry, p. 102
118. ↑  Perry, p. 111
119. ↑  Perry, pp. 113–14
120. ↑  Perry, pp. 121–22
121. ↑  Perry, pp. 124–27
122. ↑  «Jarrow». Hansard 316: col. 5-6. 29 de octubre de 1936.
123. ↑  Perry, p. 139
124. ↑  Perry, pp. 140–42
125. ↑  Wilkinson, p. 208
126. ↑  Perry, p. 149
127. ↑  Wilkinson, p. 209
128. ↑  Perry, p. 146
129. ↑  Perry, pp. 159–60
130. ↑  Perry, pp. 160–61
131. 1 2  Wilkinson, pp. 210–11
132. ↑  «Petitions, Jarrow». Hansard 317: col. 75. 4 de noviembre de 1936. Archivado desde el original el 25 de octubre de 2014. Consultado el 12 de octubre de 2016.
133. ↑  «Jarrow». Hansard 317: col. 76-77. 4 de noviembre de 1936. Archivado desde el original el 5 de octubre de 2022. Consultado el 12 de octubre de 2016.
134. ↑  Perry, pp. 164–65
135. 1 2  Perry, pp. 166–70
136. ↑  Perry, pp. 150 and 169
137. 1 2  Perry, pp. 174–75
138. ↑  Wilkinson, p. 264
139. ↑  «A Chapter of History closes». The Daily Mail. 4 de enero de 2013.
140. ↑  «Farewell to last Jarrow marcher». BBC News. 19 de septiembre de 2003. Consultado el 8 de abril de 2015.
141. ↑  Pickard, p. 26
142. ↑  Maguire, Kevin (4 de enero de 2013). «The Jarrow March is Our Real History». The Daily Mirror.
143. ↑  Dobson, Matt (19 de octubre de 2011). «Hunger marches – When the unemployed fought back». The Socialist.
144. ↑  Perry, p. 1
145. ↑  Perry, p. 37
146. ↑  Perry, p. 42
147. ↑  Moncur, Andrew (3 de noviembre de 1986). «Jarrow voices despair 50 years on». The Guardian. p. 32. (requiere suscripción)
148. 1 2  Perry, p. 193
149. ↑  «Unemployment campaigners recreate 1936 Jarrow March». BBC News. 1 de noviembre de 2011. Consultado el 8 de abril de 2015.
150. ↑  «Re-enactment of Jarrow March fizzles out after just a quarter of the journey». The Daily Telegraph. 7 de octubre de 2011.
151. ↑  Perry, pp. 175, 36–37
152. ↑  Hallsworth, H.M. (June–September 1940). «Book Review: The Town That Was Murdered». The Economic Journal 50 (198–99): 292. JSTOR 2226123. doi:10.2307/2226123. (requiere suscripción)
153. ↑  Vernon, pp. 184–85
154. ↑  Symington, p. 116
155. ↑  Perry, pp. 115–16

### Sources
- Bartley, Paula (2014). Ellen Wilkinson: From Red Suffragist to Government Minister. London: Pluto Press. ISBN 978-0-7453-3237-6.
- Blythe, Ronald (1964). The Age of Illusion. Harmondsworth, UK: Penguin Books. OCLC 493484388.
- Floud, Roderick; Humphries, Jane; Johnson, Paul (2014). The Cambridge Economic History of Modern Britain Volume II: 1879 to present. Cambridge: Cambridge University Press. ISBN 978-1-107-03846-2.
- Gardiner, Juliet (2010). The Thirties: An Intimate History. London: Harper Press. ISBN 978-0-00-731453-9.
- Garside, W.R. (1990). British Employment 1919–1939: A Study in Public Policy. Cambridge: Cambridge University Press. ISBN 978-0-521-36443-0.
- Kingsford, Peter (1982). The Hunger Marchers in Britain 1920–1840. London: Lawrence and Wishart. ISBN 978-0-85315-556-0.
- Lorenz, Edward H. (1991). Economic Decline in Britain. Oxford: The Clarendon Press. ISBN 978-0-19-828502-1.
- Pearce, Malcolm; Stewart, Geoffrey (1992). British Political History, 1867–1991. London: Routledge. ISBN 978-0-415-07247-2.
- Perry, Matt (2005). The Jarrow Crusade: Protest and Legend. Sunderland: University of Sunderland Press. ISBN 978-1-873757-60-4.
- Pickard, Tom (1982). Jarrow March. London: Allison and Busby. ISBN 978-0-85031-398-7.
- Ritchie, L.A. (ed.) (1992). The Shipbuilding Industry: a Guide to Historical Records. Manchester: Manchester University Press. ISBN 0-7190-3805-7.
- Skidelsky, Robert (1970). Politicians and the Slump: The Labour Government of 1929–31. Harmondsworth, UK: Penguin Books. ISBN 978-0-14-021172-6.
- Smales, Bernard J. (1975). Economic History. London: W.H. Allen. ISBN 978-0-491-01654-4.
- Symington, Martin (2011). Sacred Britain: A Guide to Places that Shake the Soul. Chalfont St Peter, Bucks, England: Bradt Travel Guides. ISBN 978-1-84162-363-4.
- Taylor, A.J.P. (1970). English History 1914–45. Harmondsworth, UK: Penguin Books. ISBN 978-0-14-021181-8.
- Vernon, Betty D. (1982). Ellen Wilkinson 1891–1947. London: Croom Helm. ISBN 978-0-7099-2603-0.
- Vernon, James (2007). Hunger: a Modern History. London: Belknap Press. ISBN 978-0-674-02678-0.
- Wilkinson, Ellen (1939). The Town that was Murdered. London: Victor Gollancz. OCLC 1423543.

- Datos: Q2729231